# Max Rudolf Kaufmann
Max Rudolf Kaufmann (* 29. April 1886 in Basel; † 1963 in Bonn) war ein Schweizer Journalist, Schriftsteller und Übersetzer aus dem Türkischen. Er veröffentlichte auch unter den Pseudonymen „Bey Oghlu“, „H. Oghlu Bey“, und „Hassan Oghlu Bei“. Kaufmann war ab 1952 Leiter der Orient-Abteilung von Inter Nationes in Bonn und bis zu seinem Tode im Herbst 1963 Schriftleiter der Mitteilungen der Deutsch-Türkischen Gesellschaft.

## Leben
Max Rudolf Kaufmann stammte aus einer alteingesessenen Basler Bürgerfamilie. Sein Vater August Kaufmann-Merkle gründete 1909, nachdem seine Bank in Konkurs gegangen war, den Zürcher Orientverlag, der während des Ersten Weltkrieges über die Schweiz unter anderem Propagandaschriften der deutschen Nachrichtenstelle für den Orient vertrieb. Der Sohn Max Rudolf studierte an der Universität Bern Philologie und wurde dort 1907 bei Oskar Walzel mit einer Arbeit über den Kaufmannsstand in der deutschen Literatur zum Dr. phil. promoviert.

### Tätigkeit in Konstantinopel 1910 bis 1916
Nach Tätigkeiten als freier Journalist in Paris war Kaufmann von 1910 bis 1916 in Konstantinopel Korrespondent der Neuen Zürcher Zeitung und bis 1912 Mitarbeiter des Osmanischen Lloyd, der dortigen deutschsprachigen Tageszeitung. Kaufmann stand dem imperialen Gestus der deutschen Militärs und Regierungsvertreter in der Türkei (beispielhaft vertreten durch den damaligen Marineattaché Hans Humann) distanziert gegenüber. Sowohl Schrader als auch Kaufmann waren zudem Mitarbeiter der Frankfurter Zeitung, deren führender Korrespondent Paul Weitz (ebenfalls Mitarbeiter des Osmanischen Lloyd) für seine schonungslosen Augenzeugenberichte über den türkischen Völkermord an den Armeniern Anatoliens bekannt geworden ist. Kaufmann wurde wegen seiner kritischen Haltung zunächst 1912 vom Osmanischen Lloyd entlassen, aber zur Zeit der Dardanellenkämpfe im Sommer 1915 wieder in die Redaktion aufgenommen. Im März 1916 wurde Kaufmann wegen fadenscheiniger Spionagevorwürfe als „missliebiger Ausländer“ verhaftet, anschliessend in Angora (Ankara) interniert und kurze Zeit später abgeschoben. Der bereits erwähnte deutsche Marineattaché Hans Humann, der bestens mit Enver Pascha und der jungtürkischen Junta vernetzt war, hatte eine Intervention zugunsten Kaufmanns mit den Worten abgelehnt, dass „es in diesen Zeiten, wo so viele Menschen dran glauben müssen, auf einen mehr oder weniger, der an die Wand gestellt wird, nicht ankommt.“

### 1916–1952: Tätigkeit in Deutschland, in den USA und in der Schweiz
Dennoch war Kaufmann ab 1916 aufgrund der persönlichen Fürsprache von Eugen Mittwoch an der „Nachrichtenstelle für den Orient“ in Berlin tätig und später Mitarbeiter der Deutschen Allgemeinen Zeitung; ab 1918 war dort der elsässisch-deutsche Schriftsteller Otto Flake Feuilletonchef, den Kaufmann bereits aus Konstantinopel kannte. Ab 1920 war auch Kaufmanns früherer Chef Schrader für die DAZ tätig. Kaufmann war zeitweise stellvertretender Chefredakteur der DAZ, wurde aber 1920 entlassen, nachdem Hugo Stinnes die DAZ übernommen und Kaufmanns alten Widersacher aus Istanbuler Tagen, Hans Humann, als Verlagsleiter eingesetzt hatte.
Kaufmann war von 1925 bis 1929 in New York als Korrespondent des Hamburger Fremdenblattes und der Neuen Zürcher Zeitung tätig, daneben auch als Herausgeber einer deutsch-amerikanischen Tageszeitung, der New Jersey Freie Zeitung in Newark, NJ. Während des „Dritten Reiches“ und des Zweiten Weltkrieges war Kaufmann wieder in der Schweiz und arbeitete für verschiedene Zeitungen und an der Universitätsbibliothek in Basel.
1934 verfasste Kaufmann ein Filmdrehbuch „Ahasver“ in deutscher Sprache, das er in den USA zum Copyright anmeldete.

### Bonn, 1952–1963: Einsatz für die deutsch-türkischen Beziehungen
1952 wurde Kaufmann zum Leiter der Orient-Abteilung von Inter Nationes in Bonn berufen und wirkte dort bis zu seinem Tod 1963 u. a. als Schriftleiter der Mitteilungen der Deutsch-Türkischen Gesellschaft. In der Zeit von Kaufmanns Tätigkeit wurde die türkische Republik ein bedeutender Wirtschafts- und Kulturpartner der jungen Bundesrepublik, ein Höhepunkt war sicherlich das deutsch-türkische Anwerbeabkommen für Gastarbeiter vom Oktober 1961, das den Grundstock für die Migration von inzwischen über drei Millionen Türken nach Deutschland legte.

### Privatleben, Auszeichnungen
Max Rudolf Kaufmann war mit Eta, einer Tochter des deutschen Schriftstellers Walter Bloem, verheiratet.
Für seine Verdienste um die deutsch-türkischen Beziehungen erhielt Kaufmann am 24. September 1956 das Bundesverdienstkreuz 1. Klasse. Außerdem erhielt er vom Türkischen Roten Halbmond für seine humanitären Aktivitäten während des Ersten Weltkriegs dessen Verdienstmedaille, insbesondere für seinen Einsatz für Verwundete an der türkisch-russischen Kaukasusfront während des Ersten Weltkrieges.

## Werke
- Max Rudolf Kaufmann: Der Kaufmannsstand in der deutschen Literatur. Grunau, Bern 1908 (Dissertation, Universität Bern, 1907).
  - dazu Artikel: Max Rudolf Kaufmann: Der Kaufmannsstand in der deutschen Literatur bis zum Ausgang des siebzehnten Jahrhunderts. In: Die Grenzboten: Zeitschrift für Politik, Literatur und Kunst (1841–1922). Bd. 69, S. 110–121 Link
- Max Rudolf Kaufmann: Pera und Stambul. Kiepenheuer, Weimar 1915.
- Bey Oghlu: Türkische Frauen. Ihr Leben im Harem und im Spiegel türkischer Erzählungen. Delphin, München 1916.
- H. Oghlu Bey: Deutsche Grammatik für Türken. Hartleben, Wien 1918.
- Hassan Oghlu Bei: Türkisch-deutsche Gespräche. Mit einer grammatischen Einleitung. Zugleich ein Lehrbuch der türkischen Umgangssprache. Hartleben, Wien/Leipzig 1919.
- Max Rudolf Kaufmann: Ahasver – eine Filmdichtung. New York 1934 (Eintrag im US-amerikanischen Copyright-Verzeichnis, Library of Congress) Link

## Herausgeber
- Max Rudolf Kaufmann (Hg.): Türkische Erzählungen. München, 1916 (Digitalisat; enthält Übersetzungen von fünf Erzählungen von Halid Ziya Uşaklıgil, z. T. von Friedrich Schrader).